# L'Intrépide (bande dessinée)
Pour les articles homonymes, voir L'Intrépide.
L'Intrépide est une bande dessinée française super-héroïque créée et scénarisée par Marcus.
Son personnage éponyme a été créé en 1975 par Marcus, alors qu'il avait dix ans,.

## Tomes
1. Tome 0, Ankama Éditions, premier semestre 2014, 32 p.
2. Tome 1, Roubaix, Ankama Éditions, 28 août 2014, 84 p. (ISBN 978-2-3591-0501-8)
3. Tome 2, DTC Éditions, 26 novembre 2020, 96 p. (ISBN 978-2-4912-4001-1)